# Айброкс (стадион)
«А́йброкс» (англ. Ibrox Stadium,  Ibrox Park) — стадион в городе Глазго (Шотландия), домашняя арена футбольного клуба «Рейнджерс». Вмещает 50 817 зрителей.
Является одной из старейших арен Великобритании. В 1902 и 1971 годах стадион становился местом действия футбольных трагедий, в которых в общей сложности погибло более 93 человек.

## Рекорды
Рекорд посещаемости (118 567 зрителей) был установлен в январе 1939 года в матче лиги против «Селтика». Это — наивысшее достижение для матчей чемпионата в Великобритании (кубковые матчи неоднократно собирали большую аудиторию).
В 2005 году в Шотландии приняли закон «О курении, здоровье и социальной помощи», который запретил курение в определенных помещениях. В результате, вся территория в пределах «Айброкса» была признана свободной от табачного дыма с 26 марта 2006 года.